# Robert Bentley
Robert Julian Bentley (Columbiana (Alabama), 3 februari 1943) is een Amerikaans politicus van de Republikeinse Partij. Van 2011 tot april 2017 was hij de gouverneur van Alabama.

## Loopbaan
Bentley was aanvankelijk medicus van beroep, gespecialiseerd als dermatoloog. Hij werkte jarenlang in de gezondheidszorg en had zijn praktijk in Tuscaloosa. Als specialist in dermatologie was hij de voorzitter van verschillende verenigingen van dermatologen in Alabama.
In 2010 maakte Bentley bekend zich kandidaat te stellen voor het gouverneurschap van Alabama. Zittend gouverneur en mede-Republikein Bob Riley had al twee termijnen gediend en mocht zich geen kandidaat meer stellen. Tijdens de Republikeinse voorverkiezing eindigde Bentley in de eerste ronde nog achter Bradley Byrne, maar in de tweede ronde wist hij Byrne te verslaan en de Republikeinse nominatie naar zich toe te trekken. Bij de gouverneursverkiezing nam hij het vervolgens op tegen de Democraat Ron Sparks, die hij ruimschoots versloeg. Op 17 januari 2011 werd Bentley ingezworen als gouverneur. Bij de gouverneursverkiezingen van 2014 werd hij met overmacht herkozen voor een tweede termijn. Bentley behaalde ruim 63 procent van de stemmen, tegenover 36 procent voor zijn Democratische opponent Parker Griffith. Hij moest in april 2017 aftreden als onderdeel van een deal met Justitie nadat gebleken was dat hij zich schuldig had gemaakt aan onwettige campagnefinanciering.

## Privé
Bentley trouwde in 1965 en kreeg met zijn echtgenote vier zonen. Hij scheidde in september 2015.
- Gemeinsame Normdatei: 1175487112
- Virtual International Authority File: 3154800119856190189
- WorldCat: E39PBJhhxtjf4FMWTGmXr8wt8C